# Kleurruimte
Een kleurruimte is een manier om kleuren te beschrijven. Een beschrijving van kleuren heeft meestal meerdere schalen nodig. Dit leidt tot een ruimtelijke beschrijving waarbij het aantal dimensies van een kleurruimte in principe onbeperkt is.

## Manieren van ordenen
Ordenen van kleuren kan op vele manieren. Er is niet één exacte correcte methode (Het ordenen van een grote verzameling kleurpotloden is hier een voorbeeld van), vandaar dat er meerdere modellen (kleurruimtes) zijn te bedenken. 
Veel gebruikte modellen voor een kleurruimte zijn onder andere HSV (HSB) en HSL. Deze modellen sluiten aan bij de waarneming van kleuren door het menselijk oog. Omdat het oog drie verschillende typen kegeltjes (lichtgevoelige cellen) heeft, ligt het voor de hand kleuren weer te geven in drie componenten die samen een driedimensionale kleurruimte opspannen.

## Tint, verzadiging en intensiteit
In de visuele cortex, waar de oogzenuw de hersenen bereikt, worden de signalen van de verschillende typen lichtgevoelige cellen omgezet in een kleurindruk.
Een manier om die indruk weer te geven is met het drietal tint (die gewoonlijk 'de kleur' wordt genoemd), verzadiging (het tegendeel van grijsheid) en intensiteit (helderheid).
Deze drie componenten zeggen elk iets over het object dat we waarnemen.
- De tint (in combinatie met de verzadiging en intensiteit) zegt iets over het materiaal: plantaardig materiaal is groen, maar rijp fruit is geel, bloed is rood enzovoorts.
- De intensiteit wordt vooral bepaald door de hoeveelheid opvallend licht, maar intensiteitsverschillen zeggen iets over schaduwwerking en daarmee iets over de vorm van het object dat we waarnemen.
- De verzadiging ten slotte wordt beïnvloed door reflectie op een glad oppervlak en zegt dus iets over de gladheid of vochtigheid van het waargenomen voorwerp.

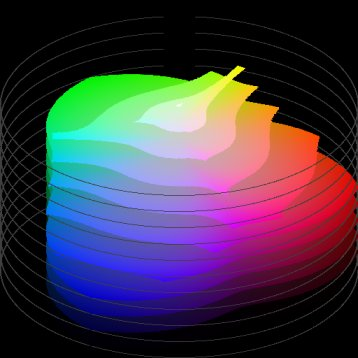
De RGB-kleurenruimte afgebeeld als lagen met constante intensiteit in een tint-verzadiging-intensiteit-ruimte. De verzadiging loopt op van de centrale as naar de cirkel-omtrek. Merk op dat de RGB-ruimte de tint-verzadigingsschijven bij geen enkele intensiteit volledig vult.

Het oog reduceert de oneindig-dimensionale kleurenruimte van het daglicht dus tot 3 dimensies. Hierop aansluitend maken mensen kleursystemen die eveneens driedimensionaal zijn, zoals de RGB-kleurenruimte van televisie en computermonitors. Deze ruimtes overlappen elkaar echter niet helemaal; het is bijvoorbeeld niet mogelijk alle waarneembare kleuren (dat wil zeggen in elke gewenste verzadiging) op een RGB-monitor weer te geven.

## Kleurenmenging
Er zijn twee verschillende methoden om een kleur samen te stellen.
Men kan uitgaan van wit licht en dan delen van het spectrum wegfilteren door het gebruik van een aantal kleurenfilters in de lichtbundel of door pigmenten aan te brengen (zie schilderkunst) op een wit vlak.
In beide gevallen is sprake van subtractieve kleurmenging: in verscheidene stappen worden delen van het spectrum weggefilterd, tot de gewenste kleur overblijft.

## Additieve systemen
Bij additieve kleurmenging gaat men uit van drie of meer gekleurde (eventueel eenkleurige) lichtbundels, die op een punt samenvallen.
Het resultaat is een mengkleur die de som is van het spectrum van de verschillende bronnen.
Van dit systeem wordt gebruikgemaakt bij kleurentelevisie, kleurenmonitors en beamers.

## Subtractieve systemen
Van subtractieve kleurmenging wordt gebruikgemaakt in de schilderkunst, in de drukkerij en in kleurenprinters.
Ze hebben het gebruik van pigmenten gemeenschappelijk.
In de schilderkunst werd ooit aangenomen dat er drie primaire kleuren zijn, die men blauw, rood en geel noemde: door zorgvuldig mengen zouden met deze kleuren 'alle' andere kleuren te verkrijgen zijn. Of dat werkelijk lukt, hangt ervan af welke tinten we precies met die namen aanduiden. De exacte primaire kleuren zijn wetenschappelijk vastgesteld.

### CMY en CMYK
Het meest gebruikte drietal kleuren voor subtractieve menging bestaat uit die exacte tinten: cyaan (blauwgroen), magenta (roze) en geel. Deze benamingen gelden als nauwkeuriger dan het blauw, rood en geel van de schilder.
Door de drie pigmenten (verf, inkt) in precies de juiste verhouding te mengen, kan zwart benaderd worden.
Omdat dat erg nauw luistert worden donkere kleuren (en met name zwart) meestal bereikt door een vierde, zwart pigment bij te mengen (CMYK). Dat is bovendien goedkoper, omdat er minder kleureninkt nodig is.
Lichte kleuren daarentegen ontstaan door een dunne laag aan te brengen of een patroon met kleine puntjes.
primaire kleur · secundaire kleur · tertiaire kleur · complementaire kleur · kleurencirkel · partitieve kleurmenging · kleurcontrast · kleurtemperatuur

kleurcodering · kleurruimte · CIELAB · CMYK · HSL/HLS · HSV/HSB · HTML-kleuren · NCS · Pantone PMS · RAL · RGB · YIQ · YUV · YPbPr